# Polytaenium cajenense
Polytaenium cajenense là một loài dương xỉ trong họ Pteridaceae. Loài này được Desv. Benedict mô tả khoa học đầu tiên năm 1911.